# 古典时代

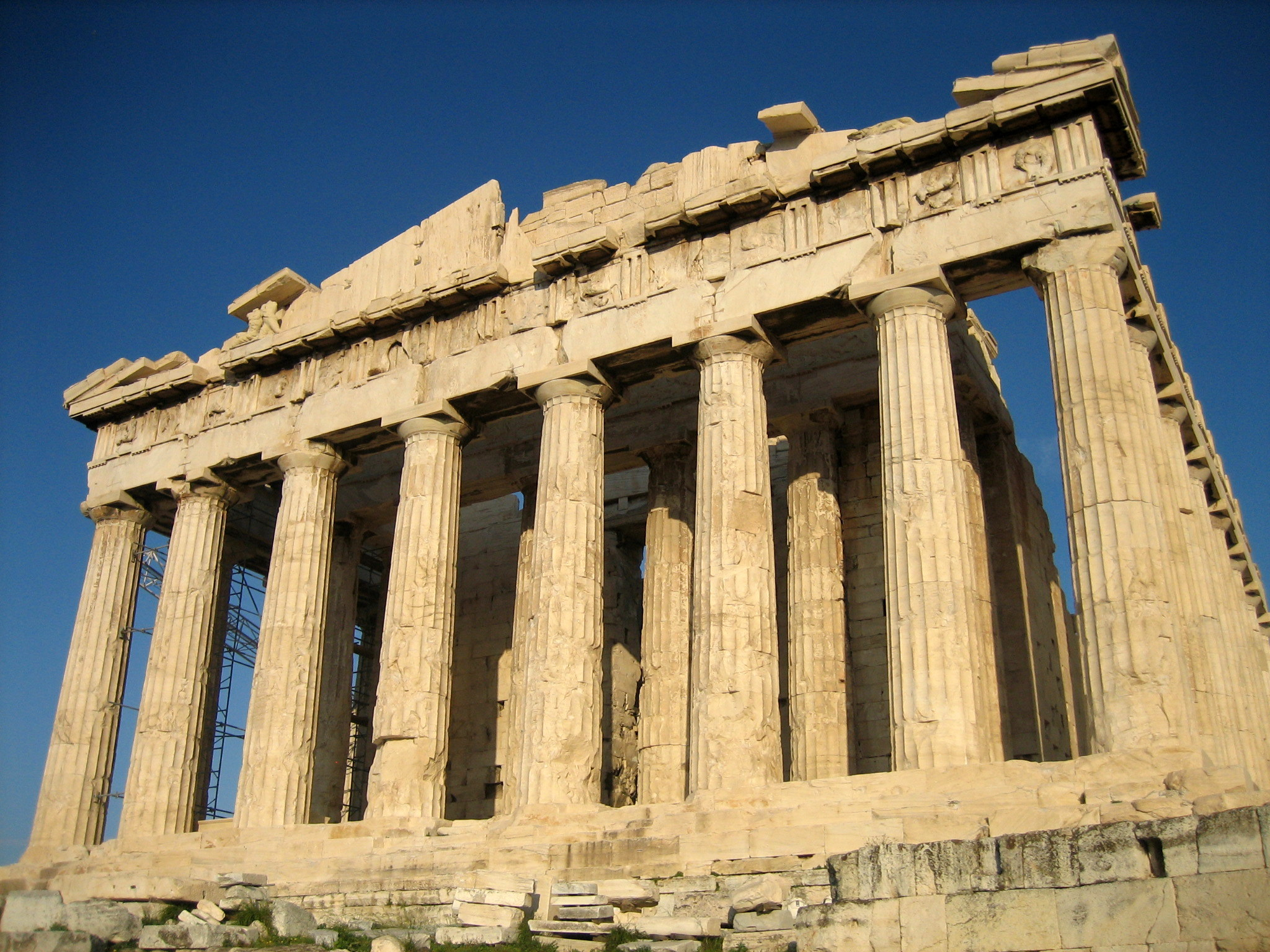
帕德嫩神廟是古典时代最重要的象征之一，代表古希腊文明

古典时代（英語：classical antiquity）或称为古典时期、古典古代，是对希臘-羅馬世界（以地中海为中心，包括古希腊和古罗马等一系列文明）的长期文化史的一个广义称谓。在这个时期中，古希腊文明和古罗马文明十分繁荣，对欧洲、北非、西亞等地施加巨大的影响。
通常认为古典时代起始于古希腊黑暗时代后，即公元前8－7世纪荷马史诗流传期间，一直延伸至基督教出现以及罗马帝国的衰落。古典时代的结束伴随着古典时代晚期（公元300－600年）古典文化的崩溃，欧洲历史随后进入中世纪前期（公元600－1000年）。这段历史时期涵盖广袤的领土、多种不同的文化与历史分期。后世爱伦·坡的一句诗很好的诠释“古典时代”一词的含义：“光荣属于希腊，伟大属于罗马！”
受到古代近东文明影响的古希腊文化，以其艺术、哲学、社会、教育思想，一直影响着整个古典时代。这些思想被古罗马人继承和效仿。这些来自希腊和罗马的文化底蕴对现代社会的语言、政治、教育系统、哲学、科学、艺术、建筑有巨大的影响：从当时现存的古典时代残片中，一场巨大的复兴运动在14世纪的欧洲逐渐成形，这场运动后来被称作文艺复兴，各种领域的新古典主义风潮也在18－19世纪兴起。

## 古风时期（公元前8－6世纪）
古典时代早期发生于青铜时代崩溃后文明逐渐重现的背景之下。公元前8－7世纪，大部分地区还处于史前时期，希腊字母的铭文已经在前8世纪上半叶出现。荷马通常被假定为生活于前8－7世纪，而他生活的时期经常被作为古典时代开始的标志。这一时期的前776年，第一届古代奥运会开始举办。

### 腓尼基文明
腓尼基人的扩张起源于黎凡特地区(地中海東岸)的港口城邦，他们于公元前8世纪逐渐控制地中海地区的贸易。殖民城邦迦太基于前814年建立，在整个前8世纪，迦太基人在中地中海扩张势力，在西西里岛、意大利与撒丁岛建立坚固的要塞，因此与伊特鲁里亚产生利益冲突。

### 希腊
希臘的古風時期出現於希臘黑暗時代之後，伴隨着政治哲學的重大進步，以及民主、哲學、劇場、詩歌等的出現。與此同時，在黑暗時代失落的文字也重新出現。
在製陶藝術上，古風時期呈現出明顯的東方化特點，標誌着由腓尼基和敘利亞積累的東方文明的影響替代黑暗時期晚期的幾何圖形風格。
古风时期晚期的陶器风格转变为黑彩陶器，这种陶器在于前7世纪在科林斯被发明出来，而它的后继者红彩陶器则于前530年左右由雅典的畫家安多基德斯发明。

### 铁器时代的意大利
伊特拉斯坎人在前7世纪晚期已经已经在意大利建立区域霸权，形成贵族制和君主制的精英集团。伊特拉斯坎人在前6世纪失去对这一区域的控制权，而在这时，意大利人部落彻底改革他们的政体，建立共和政府，对统治者使用权力的能力作出更多限制。

### 罗马王政时期
根据传说，罗马城在前753年4月21日由特洛伊流亡贵族埃涅阿斯的后代、孪生兄弟罗慕路斯与雷穆斯建立。由于城市缺少妇女，传说中拉丁人邀请萨宾人参加他们的节日庆典，趁机俘获他们的未婚妇女，这使得两个民族融合在一起。
考古证据显示古罗马广场最早的定居痕迹可以追溯到前8世纪中叶，而帕拉蒂尼山的定居点可以追溯到前10世纪。
第七位、也是最后一位罗马国王是卢修斯·塔克文·苏佩布。作为卢修斯·塔克文·布里斯库之子和塞尔维乌斯·图利乌斯的养子，苏佩布出生于伊特鲁里亚。正是在他的统治时期，伊特鲁里亚人达到他们的权力顶峰。
苏佩布将萨宾人的神龛和祭坛从塔尔皮亚岩石顶部移除并摧毁，这激怒罗马人民。而在苏佩布的儿子强奸罗马贵族妇女卢克丽霞之后，人民开始起义反抗他的统治。卢克丽霞的亲属卢基乌斯·尤尼乌斯·布鲁图组建元老院，于前510年终结君主制，将苏佩布驱逐出境。前509年，元老院投票决定禁止此后的罗马由一位国王统治，将政体改革为共和政府。拉丁语中的“Rex”（国王）在后来的共和国和帝国时期也变成了贬义词。

## 古典希腊时期（公元前5－4世纪）

前431年伯罗奔尼撒战争前的提洛同盟（“雅典帝国”）

古希腊的古典时期对应几乎整个公元前5世纪和前4世纪（即从前510年雅典暴政结束至前323年的亚历山大大帝之死）。
前510年，斯巴达军队帮助雅典人推翻雅典的最后一位僭主、庇西特拉图的儿子西庇阿斯的统治。斯巴达国王克里昂米尼一世在雅典扶植以伊萨格拉斯为首的亲斯巴达寡头政府。
此后漫长的希波战争（前499年－前449年）以卡里阿斯和约的签订为结束，雅典获得提洛同盟的主导地位。雅典与以斯巴达为主导的伯罗奔尼撒联盟发生冲突，双方之间爆发伯罗奔尼撒战争（前431年－前404年），战争以斯巴达获得胜利告终。
希腊因此在前4世纪进入斯巴达霸权时期。前395年，斯巴达统治者失去吕山德将军，这使得斯巴达失去海上霸权。雅典、阿尔戈斯、底比斯、科林斯（后两者曾是斯巴达的同盟）联合起来，在科林斯战争中挑战斯巴达的统治地位，战争最后在前387年无果而终。在此后的前371年，底比斯将军伊巴密浓达和派洛皮德在留克特拉战役中击败斯巴达军队，斯巴达失去霸主地位，底比斯霸权建立。底比斯一直试图保持其统治地位，直到前346年马其顿王国的崛起。
在腓力二世（前359年－前336年在位）的统治下，马其顿开始大肆扩张，取得希腊的霸权。腓力的儿子亚历山大大帝（前356年－前323年）通过一系列远征，成功的将马其顿的权力扩张至希腊中心地区以外，征服包括原波斯帝国、埃及在内，甚至远至印度边境的广大领土。一般认为古典希腊时期结束于前323年亚历山大去世，在他死后，他建立的短暂而庞大的帝国被他的继业者们瓜分。

## 希腊化时代（前323年－前146年）
古典希腊伴随着马其顿的崛起和亚历山大大帝的征服进入希腊化时代。希腊语成为远超出希腊范围的“通用语”，希腊化文化也和波斯、中亚、印度和埃及等地的文化互相影响。科学方面（地理学、天文学、数学等）取得显著的进步，尤其是亚里士多德的追随者们（亚里士多德学派）所取得的成就。
希腊化时代结束于前2世纪，罗马共和国作为区域超级强国崛起，并于前146年征服希腊。

## 罗马共和国（公元前5－前1世纪）

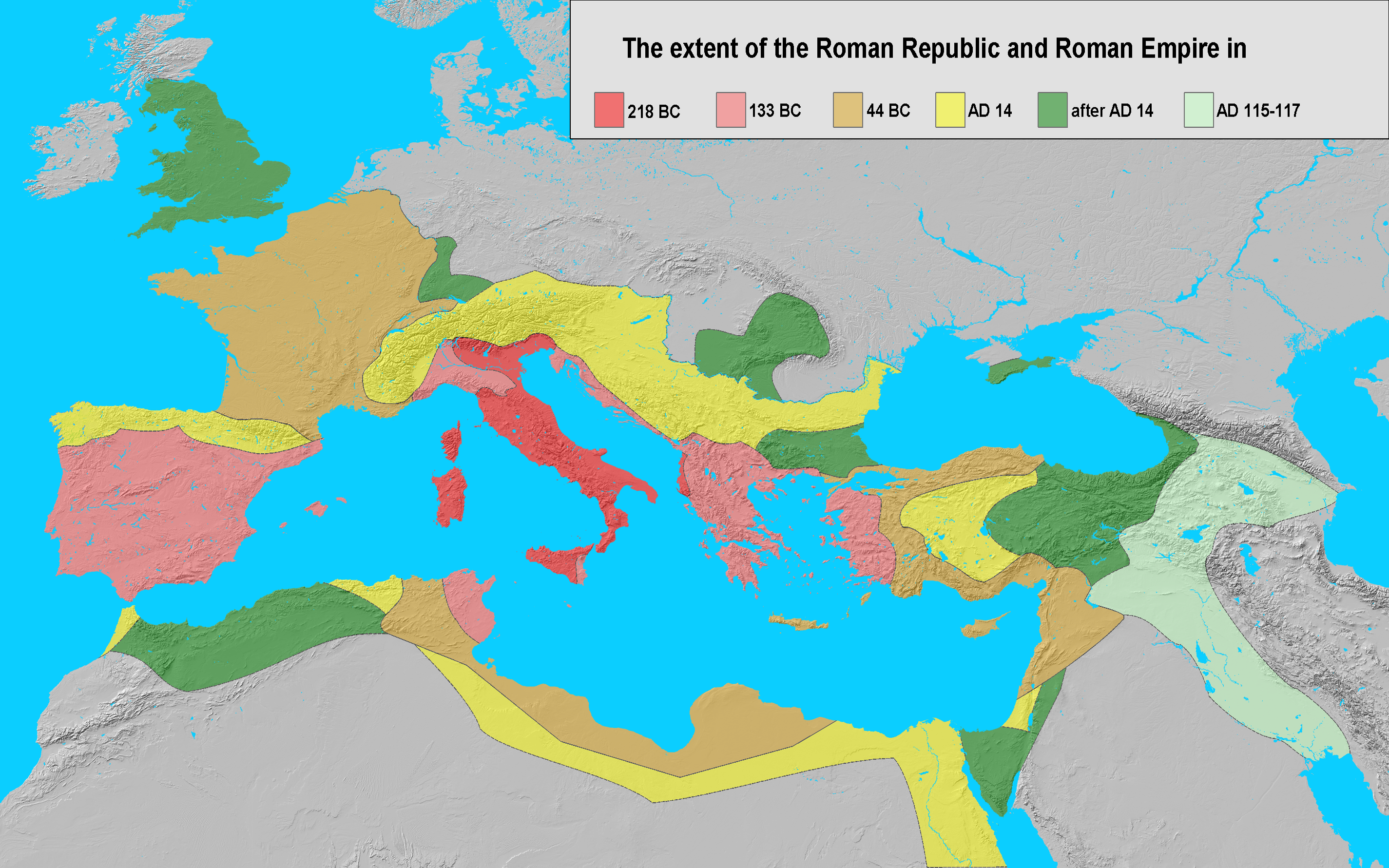
罗马共和国与罗马帝国的扩张：前218年（深红色），前133年（浅红色），前44年（橙色），公元14年（黄色），14年之后（绿色），以及117年图拉真统治下的最大疆域（浅绿色）

古罗马的共和时期始于前509年君主制被推翻，持续超过450年，最终共和体制在一系列内战中瓦解，进入元首制政体和帝国时期。在共和国统治的近五个世纪中，罗马由拉齐奥地区的区域势力崛起成为支配整个意大利甚至地中海地区的强权。罗马在意大利地区霸权的建立是一个渐进的过程，是通过前4世纪和前3世纪的一系列冲突达成的，包括萨莫奈战争、拉丁战争和皮洛士战争。前2世纪罗马在布匿战争和马其顿战争中的胜利奠定罗马跨区域强权的地位，罗马随后获得希腊和小亚细亚的统治权。权力的快速增长也伴随着经济的波动与社会的动荡，引发喀提林阴谋、同盟者战争、斯巴达克斯起义以及前三头内战，最终在前1世纪后半叶发生由共和国向罗马帝国的转变。

## 罗马帝国（公元前1世纪－公元5世纪）

罗马帝国在图拉真统治下的最大疆域（117年）

共和国时代准确的结束时间在现代历史学家中有很大争议。当时的罗马市民并没有认为共和国已经不复存在。早期朱里亚·克劳狄王朝的“皇帝”们宣称“共和国”（拉丁語：res publica）依然存在，尽管已经被致于他们最高权力的保护之下，但罗马最终将恢复至真正的共和政体。在罗马使用拉丁语作为官方语言期间，罗马国家始终被称作“res publica”。
实际上从公元前130年代获得山南高卢、伊利里亚、希腊和西班牙开始，罗马就在扮演“实质帝国”的角色，而这种身份在前1世纪通过占领犹太省、小亚细亚和高卢得到强化。在帝国疆域达到鼎盛的图拉真统治时期（公元117年），罗马掌握着整个地中海，以及包括高卢、部分日耳曼尼亚和不列颠尼亚、巴尔干半岛、达西亚、小亚细亚、高加索和美索不达米亚在内的广袤领土。
在文化方面，罗马帝国已经明显地希腊化，但仍然可以看到很多“东方”传统，比如密特拉教和诺斯底主义，以及其中最明显的基督教。
罗马帝国在三世纪危机后走向衰落。

## 晚期（4－6世纪）

476年的东、西罗马帝国

古典时代晚期的开始伴随着君士坦丁一世统治时期基督教的崛起，以及393年狄奥多西一世下令废除罗马的异教。日耳曼人的连续入侵在5世纪导致西罗马帝国的灭亡，而东部帝国则在整个中世纪以拜占庭帝国继续存在。希腊化哲学随着柏拉图主义和伊比鸠鲁学派的发展被继承下来，而新柏拉图主义也在后来影响早期教父们的神学思想。
很多人试图为古典时代划定一个明确的结束时间点，其中最著名的观点包括最后一位西罗马皇帝被废黜（476年），柏拉图学院被查士丁尼一世关闭（529年），以及查士丁尼的军队入侵意大利（535年）。具有讽刺意味的是，这其中的最后一项，即东罗马军队入侵意大利，对罗马的城市和意大利的许多乡村地区造成巨大的损失和破坏，无情并永久地改变古罗马的社会经济结构。
尽管如此，残存的罗马元老院仍在运作，发号施令直至6世纪晚期，因此许多历史学家认为查士丁尼一世的去世（565年）标志着古典时代的结束，因为查士丁尼是最后一位说拉丁语的皇帝，也是最后一位用整个罗马帝国的风俗习惯（而不是希腊的）来管理他的法庭和政府的皇帝。此外，希拉克略在610年篡夺拜占庭帝国皇位也同样推动古典的东罗马帝国向中世纪拜占庭帝国的转变，他在位期间在全国推行希腊化政策。
不过说到底，导致欧洲历史由古典时代进入中古社会的社会经济结构变化是一个缓慢的、复杂的、渐进的过程，并没有一个确切的时间点可以断言。

## 后世的复兴运动
古希腊和古罗马对后世的影响涵盖多个方面，包括政治、哲学、雕塑、戏剧、文学、教育、建筑学甚至性文化。

### 政治
政治方面，晚期罗马帝国的模式，即由一个神授的最高皇权统治、以被一名权威宗主教统辖的统一基督教教会为支持的世界性帝国，在后世的西方十分盛行，甚至在帝制彻底消失后亦是如此。
这一模式在整个中世纪依然存在于君士坦丁堡：拜占庭皇帝依然被认为是整个基督教世界的最高统治者。君士坦丁堡牧首是帝国最高级别的神职人员，但他也同样是皇帝的臣属，而皇帝被认为是“神在地上的代理人”。希腊化之后的拜占庭人以及他们的后裔依然自称“罗马人”（Romioi），直到1832年新的希腊国家建立。
1453年君士坦丁堡陷落后，俄罗斯的沙皇（这一头衔来自凱撒的名字）自称拜占庭的继承者与正教会的保护者，莫斯科被称为“第三罗马”，而沙皇一直作为神授的至高皇帝统治至20世纪。
尽管西罗马帝国的世俗权力已经消失，但它仍然在欧洲留下痕迹。教宗与天主教会依然保持拉丁语的语言与罗马的文化传统长达数个世纪。时至今日，教宗有时被称为“普世教會最高教長”，而这一头衔在古典时代属于罗马皇帝；而将基督教世界统一起来的理想依然存在，即使欧洲的政治联合已经不复存在。
而需要存在一个西方的皇帝以和拜占庭的东方皇帝对应的政治理念在西罗马帝国瓦解后依然存在。公元800年查理曼的加冕重新唤醒这一理念，而神圣罗马帝国的皇帝们则继承查理曼的地位，统治中欧地区直至1806年这一称号被废除。
文艺复兴时期“古罗马的价值已经在中世纪失落”的理念在18、19世纪依然在欧洲有着巨大的影响力。对古罗马共和主义思想的尊崇在美国开国元勋和拉丁美洲革命者中十分流行；美国开国元勋们将他们的新政府称为“Republic”（源自拉丁语“res publica”），并按拉丁语名字将议会机构和国家元首分别称为“Senate”（参议院）和“President”（总统），而没有使用已有的英文词汇如“commonwealth”或“parliament”。
同样在革命时期和拿破仑时期的法国，古罗马的共和主义和尚武精神被国家提倡，这通过先贤祠、凯旋门等建筑以及雅克-路易·大卫的画作得到体现。有趣的是，在整个革命时期，法国也如罗马一样经历从共和制到独裁制再到帝制（同样以帝国鹰为象征）的政治历程。

### 文化
直至19世纪，拉丁语的叙事诗依然在被创作和流传。约翰·弥尔顿，甚至阿蒂尔·兰波等诗人在第一次接触诗歌时也是接受的拉丁语的诗歌教育。叙事诗、牧歌等艺术类型，以及对希腊神话人物和主题的不断引用，在西方文学史上留下深刻的印记。
在建筑学方面，历史上曾经有过多次希腊复兴运动，虽然这些建筑看上去更像是从古罗马建筑得到的灵感。美国首都华盛顿随处可见外表与古罗马神殿类似的大理石建筑以及使用古典时代形制的柱式结构。
在哲学方面，托马斯·阿奎那的神学成就大多源自亚里士多德的思想，尽管他们信奉与研习的宗教已经从古希腊多神教变成基督教。而古希腊与古罗马在医学上的权威地位，如希波克拉底和盖伦等人的研究，则比哲学上的权威延续的时间更长。法国的剧作家，如莫里哀和让·拉辛，以神话或古典历史题材创作他们悲剧的创作来源，并严格遵守亚里士多德在《诗学》中提出的三一律创作。而对古希腊人舞蹈形式的回归则使得艾莎道拉·邓肯创造出她自己的芭蕾舞流派。

## 註腳
1. ↑  爱伦·坡（1831），《致海伦（英语：To Helen）》
2. ↑  Helga von Heintze: Römische Kunst (Roman art). In: Walter-Herwig Schuchhardt (1960): Bildende Kunst I (Archäologie) (Visual arts I — archaeology).  S. Fischer Verlag. p. 192. "Bestimmend blieb (...) der italisch-römische Geist, der sich der entlehnten Formen nur bediente. (...) Ohne [die] Begegnung [mit der griechischen Formenwelt, author's note] hätte der italisch-römische Geist sich wohl kaum in künstlerischen Schöpfungen ausdrücken können und wäre nicht über die Ansätze, die wir in den Kanopen von Chiusi (...), der kapitolinischen Wölfin (...), dem Krieger von Capestrano (...) erhalten haben, hinausgekommen. Auch die gleichermaßen realistische wie unkünstlerische Auffassung der Porträts im 2. und 1. J[ahr]h[undert] v[or] Chr[istus] konnte sich nur unter dem Einfluß griechischer Formen ändern." ("Determinant remained the Italic-Roman spirit, that just availed itself of the borrowed forms. (...) Without having come across [the world of the Greek forms], the Italic-Roman spirit would hardly have been able to express itself in works of art and would not have got beyond the starts that are preserved in the canopic jars of Chiusi, the Capitoline Wolf, the Warrior of Capestrano. Also the likewise realistic and inartistic conception and production of the portraits in the second and the first centuries BC could only change under the influence of Greek forms.")
3. ↑  布罗克豪斯百科全书. 1. vol.: A-Beo. Eberhard Brockhaus, Wiesbaden 1953, p. 315. "Ihre dankbarsten und verständnisvollsten Schüler aber fand die hellenistische Kultur in den Römern; sie wurden Mäzene, Nachahmer und schließlich Konkurrenten, indem sie die eigene Sprache wetteifernd neben die griechische setzten: so wurde die antike Kultur zweisprachig, griechisch und lateinisch. Das System dieser griechisch-hellenistisch-römischen Kultur, das sich in der römischen Kaiserzeit abschließend gestaltete, enthielt, neben Elementen des Orients, die griechische Wissenschaft und Philosophie, Dichtung, Geschichtsschreibung, Rhetorik und bildende Kunst." ("The Hellenistic culture but found its most thankful and its most understanding disciples in the Romans; they became patrons, imitators, and finally rivals, when they competitively set the own language beside the Greek: thus, the antique culture became bilingual, Greek and Latin. The system of this Greco-Latin culture, that assumed its definitive shape in the Roman imperial period, contained, amongst elements of the Orient, the Greek science and philosophy, poetry, historiography, rhetoric and visual arts.")
4. ↑  Veit Valentin（德语：Veit Valentin）: Weltgeschichte — Völker, Männer, Ideen (History of the world — peoples, men, ideas). Allert de Lange Verlag（德语：Allert de Lange Verlag）, Amsterdam 1939, p. 113. "Es ist ein merkwürdiges Schauspiel — dieser Kampf eines bewussten Römertums gegen die geriebene Gewandtheit des Hellenismus: der römische Geschmack wehrt sich und verbohrt sich trotzig in sich selbst, aber es fällt ihm nicht genug ein, er kann nicht über seine Grenzen weg; was die Griechen bieten, hat soviel Reiz und Bequemlichkeit. In der bildenden Kunst und in der Philosophie gab das Römertum zuerst den Kampf um seine Selbständigkeit auf — Bilden um des Bildes willen, Forschen und Grübeln, theoretische Wahrheitssuche und Spekulation lagen ihm durchaus nicht." ("It is a strange spectacle: this fight of a conscious Roman striving against the wily ingenuity of Hellenism. The Roman taste offers resistance, defiantly goes mad about itself, but there does not come enough into its mind, it is not able to overcome its limits; there is so much charm and so much comfort in what the Greeks afford. In visual arts and philosophy, Romanism first abandoned the struggle for its independence — forming for the sake of the form, poring and investigation, theoretical speculation and hunt for truth were by no means in its line.")
5. ↑  Ancient Rome and the Roman Empire by Michael Kerrigan. Dorling Kindersley, London: 2001. ISBN 0-7894-8153-7. page 12.
6. ↑  Adkins, 1998. page 3.
7. ↑  Myths and Legends – Rome, the Wolf, and Mars （页面存档备份，存于）. Accessed 2007-3-8.
8. ↑  Matyszak, 2003. page 19.
9. ↑  Duiker, 2001. page 129.
10. ↑  学界对于标志着罗马共和国转变为罗马帝国的标志性事件有多种说法。不同的历史学家分别将尤利乌斯·恺撒就任终身独裁官（前44年）、亚克兴角战役（前31年9月2日）、罗马元老院授予屋大维“奥古斯都”的称号（前27年1月16日）作为罗马帝国开始的标志性事件。
11. ↑  Clare, I. S. (1906). Library of universal history: containing a record of the human race from the earliest historical period to the present time; embracing a general survey of the progress of mankind in national and social life, civil government, religion, literature, science and art. New York: Union Book. Page 1519 (cf., Ancient history, as we have already seen, ended with the fall of the
Western Roman Empire; [...])
12. ↑  United Center for Research and Training in History. (1973). Bulgarian historical review. Sofia: Pub. House of the Bulgarian Academy of Sciences]. Page 43. (cf. ... in the history of Europe, which marks both the end of ancient history and the beginning of the Middle Ages, is the fall of the Western Roman Empire.)
13. ↑  Hadas, Moses. . Columbia University Press. 1950: 273 of 331  [2020-11-07]. ISBN 0-231-01767-7. （原始内容存档于2021-01-22）.}